# Вірусемія
Вірусемія (також віремія, англ. Viremia) — наявність вірусів у крові як стадія патологічного процесу під час деяких вірусних інфекцій (грип, кір тощо). При трансмісивних арбовірусних хворобах вірусемія обумовлює можливість передачі збудника кровоссальними членистоногими. Подібний процес при бактеріальних інфекціях носить назву бактеріємія. Назва походить від поєднання слова «вірус» з грец. haema «кров». 
Вірусемія може підтримуватися лише за наявності постійного впорскування вірусу в кров з інфікованих тканин для протидії постійному видаленню вірусу макрофагами та іншими клітинами, природного стихання вірусної інфекції з плином часу. Як правило, її тривалість не перевищує 4-5 діб. Незважаючи на те, що циркулюючі лейкоцити (макрофаги) самі по собі можуть стати місцем реплікації вірусу, вірусемія зазвичай підтримується внаслідок реплікації в паренхіматозних клітинах органів-мішеней, таких як печінка, селезінка, лімфатичні вузли, кістковий мозок тощо. Гладком'язові клітини можуть бути важливим місцем реплікації деяких ентеровірусів, тогавірусів та рабдовірусів, від яких вірус доходить до крові через лімфатичну циркуляцію або рециркуляцію. Здатність створювати вірусемію та здатність вторгатися в тканини з крові є вираженими вірусними властивостями.
У більшості нетривалих системних інфекцій вірусемія, як правило, короткочасна, зазвичай триває кілька днів. Через те, що це часто збігається з тим періодом, коли пацієнт відчуває себе найбільш нездоровим, і тому не прагне бути донором крові, передача цих інфекцій шляхом переливання кровепрепаратів або спільного використання внутрішньовенних голок часто не є суттєвою проблемою. Одним помітним винятком є гепатит А; в цьому випадку спостерігається тимчасова вірусемія, але низький рівень вірусу може циркулювати протягом декількох місяців, навіть під час ранньої реконвалесценції та хвороба зрідка передається внаслідок кровопереливання. Однак при деяких хронічних системних інфекціях (гепатит B, ВІЛ-інфекція) вірусемія високого рівня може тривати протягом місяців або років, часто без симптомів. Передача цих інфекцій донорською кров'ю може спричинити серйозні проблеми.
Вірусемія є потенційним ускладненням вакцинації, і тому жінок до введення живої ослабленої вірусної вакцини попереджають, щоб вони уникали вагітності щонайменше 28 днів після введення (Центри з контролю та профілактики захворювань в США, 2001 рік).